# Samurai Accordion
Samurai Accordion, initialement Accordion Samurai, est un groupe d'accordéonistes diatoniques européens fondé en 2011. 

## Historique
Il est fondé sur une idée originale de Frédérique Dawans, et est composé initialement de Riccardo Tesi (it)(Italie), David Munnelly (nl) (Irlande), Markku Lepistö (fi) (Finlande), Bruno Le Tron (France), et Didier Laloy (Belgique). Le principe était de réunir des accordéonistes confirmés et novateurs dans la musique folk.
Leur premier album Accordion Samurai est publié chez Homerecords.be en 2011; il est récompensé du Grand Prix International du Disque 2011 de l'Académie Charles-Cros dans la catégorie « Musiques du Monde » . En 2012, le groupe obtient une Octave de la musique.
La formation du groupe évolue lors de la création du second album, TÉ, de même que le nom du groupe qui devient Samurai Accordion.
Depuis 2017, le groupe est composé de : Simone Bottasso (Italie), Kepa Junkera (Espagne), Markku Lepistö (Finlande), David Munnelly (Irlande) et Riccardo Tesi (Italie). 

## Discographie
- 2017 : TÉ, Visage Music/Galileo MC
- 2011 : Accordion Samurai, Homerecords.be

## Distinctions
- 2011 : Grand Prix International du Disque, catégorie musiques du Monde, Académie Charles-Cros.
- 2012 : Octaves de la Musique, catégorie musique du monde.